# 5827 Letunov
5827 Letunov è un asteroide della fascia principale. Scoperto nel 1990, presenta un'orbita caratterizzata da un semiasse maggiore pari a 2,1845436 UA e da un'eccentricità di 0,1304704, inclinata di 3,70389° rispetto all'eclittica.